# San José del Chilar
San José del Chilar "Tierra de Amigos", es una comunidad mexicana que se encuentra en la región de la cañada del Estado de Oaxaca. Esta localidad está situada en el municipio de San Juan Bautista Cuicatlán.

## Descripción
Es un pueblo de 1500 habitantes y fue creado por descendientes de españoles, africanos e indígenas. Se localiza a la orilla de la carretera federal que va hacia Tehuacán, provincia de  Puebla, en la región de La Cañada. Colinda al norte con San Pedro Chicozapotes, al sur con Santiago Dominguillo, al este con San Francisco Tutepetongo y al oeste con Tomellín. Su distrito es San Juan Bautista Cuicatlán  que tiene 120 hectáreas de superficie y dos ríos: «Río Grande» o presa y «Río Chiquito» o del Chilar,  que riegan los cultivos y árboles frutales del lugar.

## Clima y medio ambiente
La temperatura varía entre 35 °C y 40 °C con clima semitropical en la parte baja y semiárida  en la parte alta, lluvias estacionales desde julio hasta septiembre. En su fauna silvestre se encuentran: guacamayos, venados, coyotes, gatos monteses, armadillos, tejones, mapaches, cacomixtles, chachalacas, jabalís, coralillos, culebras ratoneras, ratas, pájaros, tigrillos, etc. 
Tiene un papel importante en la biosfera ya que es uno de los lugares favoritos de la  guacamaya verde donde se reproducen y habitan desde el mes de abril hasta octubre. Es un punto de referencia para turistas, investigadores y todo aquel interesado en conocer la diversidad de flora y fauna que habita en su territorio.

## Toponimia
El nombre «Chilar» proviene desde los años de la conquista hasta 1900, ya que se sembraban muchas clases de  chiles. Es un lugar tranquilo, un pueblo pequeño que cuenta con una escuela de preescolar, otra primaria media urbanizada, una telesecundaria y un IEEBO.